# Callicostella melanotheca
Callicostella melanotheca är en bladmossart som beskrevs av Georg Friedrich von Jaeger 1877. Callicostella melanotheca ingår i släktet Callicostella och familjen Hookeriaceae. Inga underarter finns listade i Catalogue of Life.